# تیمیه‌نیتس
تیمیه‌نیتس (به لاتین: Tymieniec) یک منطقهٔ مسکونی در لهستان است که در Gmina Szczytniki واقع شده‌است.